# Laetentur Caeli
Laetentur Caeli: Bulla Unionis Graecorum (с лат. — «Да веселятся небеса: Булла союза с греками») — папская булла, изданная 6 июля 1439 года папой Евгением IV на Ферраро-Флорентийском соборе. Название для буллы было взято из Псалтыри (Пс. 95:11) латинской Вульгаты. Данная булла подытожила богословские собеседования латинян и греков на Флорентийском соборе, провозгласив воссоединение Римско-католической и Православной церквей. На соборе обсуждались догматические расхождения между Западом и Востоком: католическое и православное понимание первенства папы, Филиокве, использование квасного и пресного хлеба в евхаристии и католическое учение о чистилище. Греческая делегация приняла догмат о Филиокве и папскую юрисдикцию (с некоторыми оговорками). В Православной церкви уния, провозглашённая данной буллой, была фактически отвергнута, а Ферраро-Флорентийский собор не достиг цели воссоединения Церквей.

## Предыстория
Противоречия между восточной и западной христианскими традициями, накапливавшиеся веками, привели в 1054 году к Великому расколу, закреплённому взаимными анафемами. Причиной разрыва стало обострение политических, межцерковных, культурных и этнических противоречий. На начальном этапе разделения различные экклезиологические взгляды не порождали обвинений в еретичности противоположной стороны. Однако раскол между византийской церковью и Римским престолом привёл к появлению всё большего числа различий во всех сферах церковной жизни. В 1014 году папа Бенедикт VIII окончательно санкционировал использование Филиокве в Символе Веры. Данная вставка касалась догмата о Троице и говорила об исхождении Святого Духа не только от Бога Отца, но «от Отца и Сына». Православные обвиняли западных христиан в нарушении 7-го канона Третьего Вселенского собора, а также не могли согласиться с католическим взглядом на роль папы римского в Церкви. В конце XII — начале XIII века произошли исторические события, укрепившие раскол: латинская резня в Константинополе (1182), назначение латинских иерархов в Иерусалим, Антиохию, а после штурма крестоносцами и в Константинополь (1204), образование Латинской империи и изгнание православных в Никею.
В 1274 году папа римский Григорий X созвал Второй Лионский собор с целью установления унии между восточной и западной церквами. Восточные делегаты собора признали примат римского епископа и вероучение Католической церкви. Во многом данный союз был инициирован византийским императором Михаилом VIII Палеологом, вопреки мнению Православной церкви. После смерти Михаила в 1282 году, уния была разорвана его сыном Андроником II. В середине XV века была предпринята очередная попытка добиться единства Церкви. В 1438 году в Италии, с целью объединения церквей, папой Евгением IV был созван Ферраро-Флорентийский собор. В его работе приняли участие религиозные (во главе с патриархом Иосифом II) и политические (во главе с императором Иоанном VIII Палеологом) лидеры Византийской империи.

## Содержание буллы

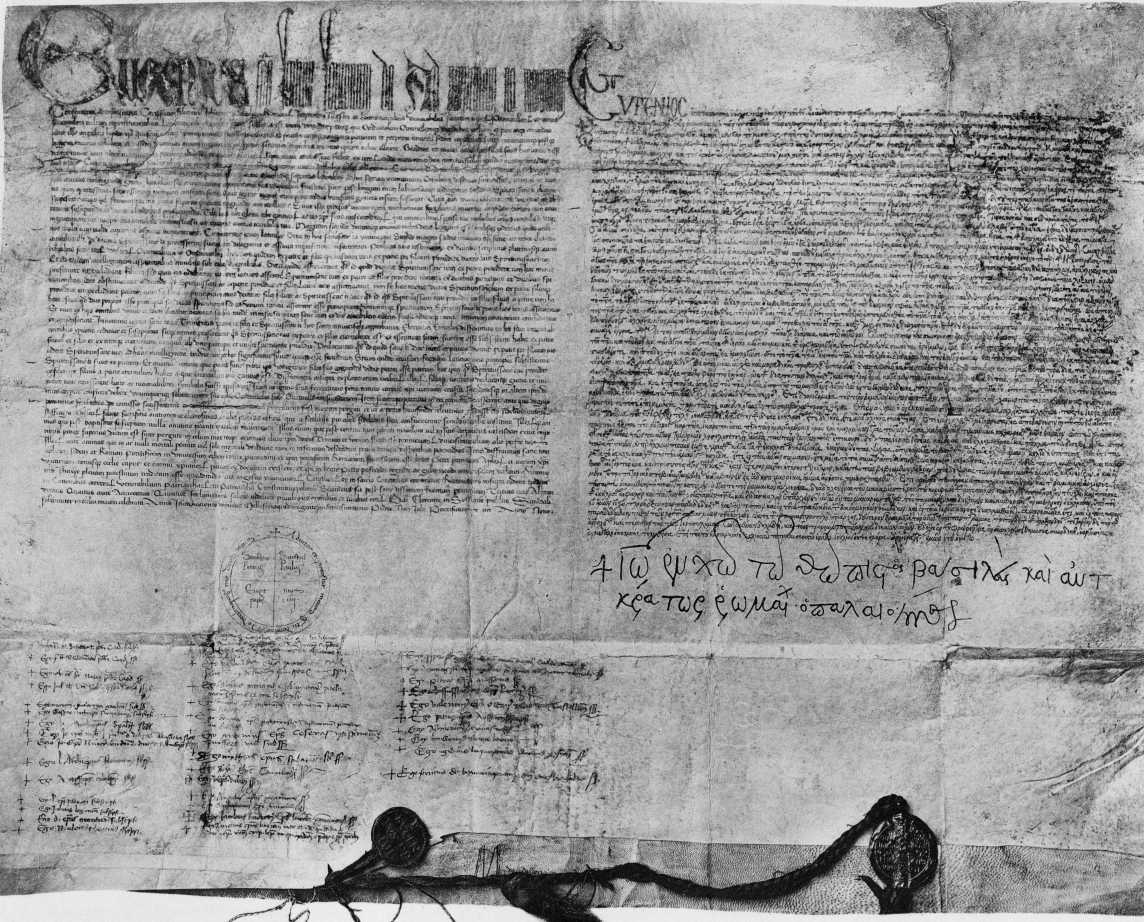
Оригинальный текст буллы Laetentur Caeli

В булле об объединении были затронуты все существенные богословские вопросы, обсуждавшиеся латинскими и греческими богословами на Ферраро-Флорентийском соборе в 1438—1439 гг. По вопросу исхождения Святого Духа было сказано, что «Святой Дух вечно исходит от Отца и Сына». Отец назван «безначальное Начало» (лат. principium sine principio), а Сын — «Начало из Начала» (лат. principium de principio), которому также как и Отцу присуще быть причиной исхождения Святого Духа. В тексте буллы используется выражение «единственное изводящее начало» (лат. tamquam ex uno principio) для объяснения имманентного исхождения не в качестве двойного, а как единого «дуновения» (лат. spiratio) двух Божественных Лиц (Отца и Сына).
По вопросу папского примата в булле было высказано утверждение о юрисдикционной власти Римского понтифика «управлять и руководить всей Церковью» (лат. universalem Ecclesiam), а папа римский назван «отцом и учителем всех христиан» (лат. christianorum patrem ac doctorem existere). Также в тексте был приведён порядок первенства патриархатов: Римский, Константинопольский, Александрийский, Антиохийский и Иерусалимский и подчёркнуто, что для восточных церквей данный порядок осуществляется «без ущемления всех их привилегий и прав» (лат. salvis omnibus juribus et privilegiis patriarchum).
В тексте буллы описывается, что после смерти души людей, которые не совершили покаяния или принесли удовлетворение не за все совершённые ими грехи, должны пройти огненное очищение муками чистилища (лат. purgatorium). По вопросу использования пресного и квасного хлеба в таинстве евхаристии было признано их равнозначное значение и допускалось использование обеих практик.

## Последствия и значения
После Ферраро-Флорентийского собора на протяжении двухсот лет, основой католической униональной политики стали условия, описанные в булле. Прокатолически настроенные епископы Православной церкви были согласны с богословским содержанием «Laetentur Caeli». В 1580-х годах папский легат Антонио Поссевино писал, что Киевская митрополия Константинопольской церкви может заключить унию на основе решений Флорентийского собора. В ходе подготовки к Брестской унии, в июле 1595 года епископы Киевской митрополии составили и направили папе Клименту VIII и королю Речи Посполитой Сигизмунду III документ из 33-ти пунктов, в основу которого было положено понимание унии, сформулированное на Флорентийском соборе. Богословские основания буллы использовались Поссевино в 1581—1582 годах во время переговоров в России с Иваном Грозным об унии Русской церкви с католиками.
Богословские аспекты буллы «Laetentur Caeli» (в частности пневматологические и экклезиологические) послужили основой для Брестской (1596) и Ужгородской (1646) уний, а также играют важную роль для Грекокатолических церквей. Так, например мелькитский патриарх Григорий II в ходе Первого Ватиканского собора критиковал догмат о папской непогрешимости, опасаясь чрезмерной централизации церковной власти в руках папства. В конечном итоге в феврале 1871 года Григорий II, согласившись с соборными решениями, особо подчеркнул необходимость сохранения всех прав и привилегий (лат. salvis omnibus juribus et privilegiis patriarchum) униатских патриархов, гарантированных папской буллой от 6 июля 1439 года. Катехизис «Христос — наша Пасха» Украинской грекокатолической церкви, изданный в 2012 году по вопросу исхождения Святого Духа ссылается на текст буллы «Laetentur Caeli».